# Helladotherium
Helladotherium (av grekiska Hellas, Grekland, och therion, djur) är ett utdött släkte av giraffdjur.
Ett känt fossil hittades vid orten Pikermi (något nordöst om Aten). Det liknade giraffen genom delar av skallen, bogpartiets höjd och strålbenets längd, men skiljer sig från densamma genom saknaden av horn, tändernas större storlek och enkelhet, kortare hals och mindre olikhet mellan bogens och ländens höjd. Från antiloperna och hjortdjuren skiljer sig Helladotherium genom sina främre extremiteter, som är längre än de bakre.